# 함흥시

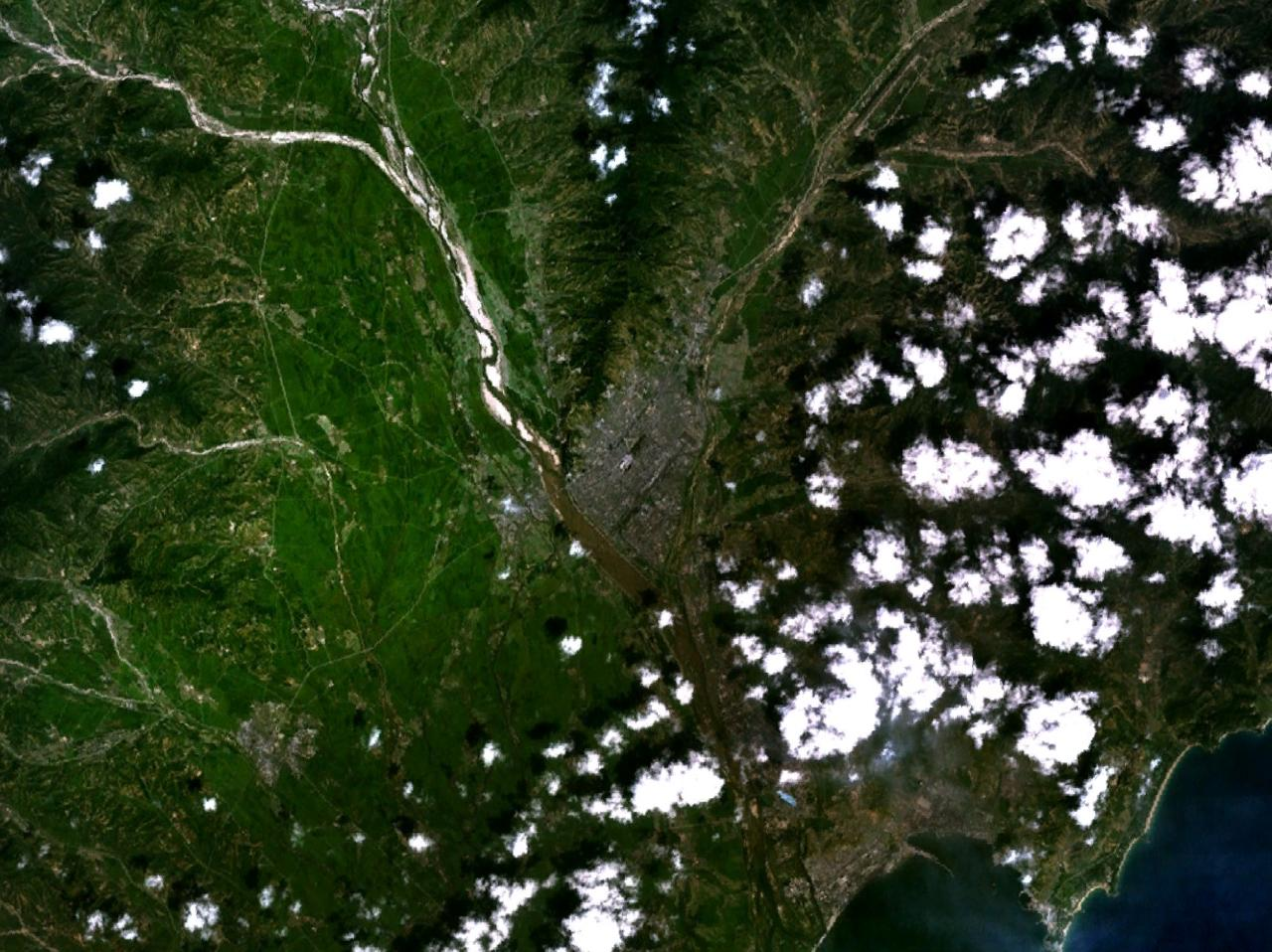
미국항공우주국 World Wind 사진

함흥부 휘장

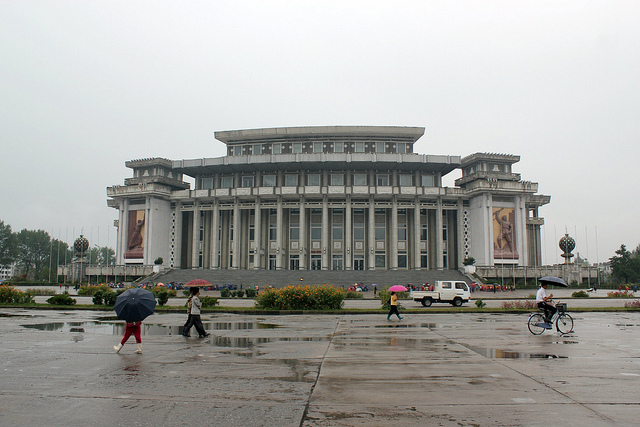
함흥대극장의 실제 배경

함흥시(咸興市)는 조선민주주의인민공화국 함경남도 동해안에 있는 도시이자 함경남도청 소재지이다. 조선민주주의인민공화국에서는 평양시, 남포시에 이어 3번째로 인구가 많은 도시이며, 관북 지방 최대 도시이다. 북쪽은 함경산맥, 서쪽은 낭림산맥으로 둘러싸여 있으며, 성천강이 동조선만을 통해 동해로 유입되면서 성천강 유역에 함흥평야가 발달하였다. 함흥공업지구가 조성되어 화학 공업이 발달하였고, 흥남구역에는 1만 톤 선박이 입항할 수 있는 흥남항이 있다. 인구는 약 77만 명이다.

## 지리
최고봉은 형제봉이다. 주요 하천은 성천강이고 동해에 접해 있다. 해안에 접해 있는 곳으로 이곳은 기온이 따뜻하다. 그리고 함경산맥이 바람받이 역할을 해주는 곳으로 푄 현상도 일어난다.

## 역사
함흥시는 1세기에 고구려의 영토가 되었고, 8세기 이후에 발해의 영토가 되었다.
성덕왕 20년에 사건을 기록한 《삼국사기》 제8권에 의하면, "하슬라주(오늘날의 강릉시) 이북에 군사 2천여 명을 선발하여, 하슬라주와 용흥강 일대를 지키도록 했다"고 하였다.
한편, 발해의 5경에 속해 있었던 남경 남해부가 함경남도 함흥시와 북청군, 락원군 일대에 존재했다고 추정된다.
고려 때 '함주'로 불렀지만, 1258년 조휘의 반란으로 철령 이북이 원나라 쌍성총관부 소관이 됨으로써, 함흥은 고려의 영토가 아니라 쌍성총관부에 속해 있었으나 고려 공민왕이 1356년에 원나라가 홍건적에게 막대한 피해를 보고 있는 것을 기회로 해서 영토를 넓혔고, 비로소 함흥이 고려의 영토로 환속하게 되었다.
| Daedongyeojido (Gyujanggak) 06-05.jpg | Daedongyeojido (Gyujanggak) 06-04.jpg |
| Daedongyeojido (Gyujanggak) 07-03.jpg | Daedongyeojido (Gyujanggak) 07-02.jpg |

조선시대 초기 함흥 일대는 여진족과 외적의 침입을 막는 군사적 요충지가 되었고, 태조 이성계가 임금의 지위에서 물러나서, 1403년까지 머물렀던 곳이다.
조선시대 후기와 대한제국 시기에 함흥시는 함경남도에 소속되었고, 함경남도청 소재지가 되었다. 일제강점기에는 1930년 함흥군 함흥면이 함흥부로 승격되었다.
1941년 4월 1일 함주군 주서면 일부 등을 편입하였다.
| 조선총독부령 제84호 |             |
| 구 행정구역 | 신 행정구역 |
| 함주군 주서면 서상리, 신상리, 흥도리, 구억리, 십이리, 풍호리                                                                        | 함흥부 일부 |
| 운남면 당북리, 당흥리, 대흥리, 련봉리, 중리, 자흥리, 풍동리, 운곡리, 초흥리, 동흥리, 신흥리, 보고리, 인흥리, 신보리, 중보리, 상보리 | 함흥부 일부 |
| 동천면 하수리, 상수리, 부평리, 회양리, 경흥리, 심동리                                                                               | 함흥부 일부 |
함흥시는 한국전쟁 때 공공시설과 수많은 주택이 파괴되고 막대한 손실을 입었는데, 천리마운동 때 2차선도로를 구축하고 고층 아파트가 건설되면서 새 시가지가 형성되었다. 천리마운동 때 도시개발을 할 때에는 소련과 독일민주공화국의 지원이 있었다. 새 시가지는 대부분 중앙유럽의 공산주의 나라의 도시들처럼 바둑판형의 계획도시로 탈바꿈했다.
1960년에 함흥시가 직할시로 승격하였다. 이와 함께 흥남시와 퇴조군(현 락원군) 등이 함흥직할시에 편입되었다. 1970년에 다시 함경남도가 관할하는 일반시로 변경되어 퇴조군이 다시 분리되었다. 1977년에 반룡구역(盤龍區域)이 동흥산구역으로 개칭하고, 1990년에 성천구역(城川區域)이 성천강구역으로, 룡성구역(龍城區域)이 해안구역으로 각각 개칭하였다.
이 도시는 1992년에 조선민주주의인민공화국이 만든 예술영화인 〈도시 처녀 시집와요〉의 촬영지로 유명하며, 주요 관광지로는 마전유원지와 함흥대극장, 경기장, 함흥본궁이 있으며 그중에서 대극장은 김정일의 지시로 만들어져 대극장이라는 이름에 맞게 크고 웅건하게 솟아 있다.
2001년 8월에 조선민주주의인민공화국 정부는 함흥시에서 흥남구역, 해안구역, 흥덕구역 전부와 사포구역 일부를 관할로 흥남시를 설치하고 함흥시의 구역을 폐지하였고, 함흥시에서 건설한 목장이 있던 함주군 상창리와 평안남도 대흥군 흑수리의 일부를 관할로 래일로동자구를 설치해 함흥시에 편입시켰다.
2005년에 흥남시가 다시 함흥시로 편입되었고, 함흥시의 행정 구역을 7구역으로 회복시켰다.

## 행정구역
- 성천강구역 (城川江區域)
- 동흥산구역 (東興山區域)
- 회상구역 (會上區域)
- 사포구역 (沙浦區域)
- 흥남구역 (興南區域)
- 흥덕구역 (興德區域)
- 해안구역 (海岸區域)

## 산업
함흥평야에서는 쌀이 많이 생산하며, 그밖에 사과와 보리, 밀, 콩을 재배한다. 목재를 이용하여 만든 가공업은 펄프공장, 노트공장, 종이공장이 발전했다. 함흥시 수산사업소에서는 게와 물고기, 오징어들을 잡고 있다. 주요 화학공장은 소위 주체섬유를 개발했다고 알려진 2·8비날론연합기업소가 있다.

## 교통
함남선, 신흥선, 장진선 등은 목재수송에 이용된다. 그 외에도 도로가 위치해 있다. 관내에 덕산비행장이 있지만 군사용도로 이용되고, 항공 교통은 선덕비행장을 이용한다.

## 교육
- 함흥대학
- 의과대학
- 공업대학
- 함흥수리동력대학
- 고려약학대학

## 기후
| 함흥시의 기후                                 | 함흥시의 기후 | 함흥시의 기후 | 함흥시의 기후 | 함흥시의 기후 | 함흥시의 기후 | 함흥시의 기후 | 함흥시의 기후 | 함흥시의 기후 | 함흥시의 기후 | 함흥시의 기후 | 함흥시의 기후 | 함흥시의 기후 | 함흥시의 기후 |
| 월                                            | 1월           | 2월           | 3월           | 4월           | 5월           | 6월           | 7월           | 8월           | 9월           | 10월          | 11월          | 12월          | 연간          |
| --------------------------------------------- | ------------- | ------------- | ------------- | ------------- | ------------- | ------------- | ------------- | ------------- | ------------- | ------------- | ------------- | ------------- | ------------- |
| 일평균 최고 기온 °C (°F)                      | 2.8 (37.0)    | 5.2 (41.4)    | 10.4 (50.7)   | 17.4 (63.3)   | 22.3 (72.1)   | 25.3 (77.5)   | 27.7 (81.9)   | 28.1 (82.6)   | 24.8 (76.6)   | 19.5 (67.1)   | 11.5 (52.7)   | 4.8 (40.6)    | 16.7 (62.1)   |
| 일일 평균 기온 °C (°F)                        | −3.4 (25.9)   | −1.0 (30.2)   | 4.2 (39.6)    | 10.8 (51.4)   | 16.0 (60.8)   | 19.8 (67.6)   | 23.1 (73.6)   | 23.5 (74.3)   | 19.0 (66.2)   | 12.8 (55.0)   | 5.4 (41.7)    | −1.2 (29.8)   | 10.8 (51.4)   |
| 일평균 최저 기온 °C (°F)                      | −9.0 (15.8)   | −6.7 (19.9)   | −1.3 (29.7)   | 4.6 (40.3)    | 10.3 (50.5)   | 15.6 (60.1)   | 19.6 (67.3)   | 19.9 (67.8)   | 14.3 (57.7)   | 7.3 (45.1)    | 0.2 (32.4)    | −6.3 (20.7)   | 5.7 (42.3)    |
| 평균 강수량 mm (인치)                         | 12.3 (0.48)   | 11.2 (0.44)   | 20.3 (0.80)   | 44.9 (1.77)   | 72.2 (2.84)   | 85.3 (3.36)   | 205.0 (8.07)  | 172.8 (6.80)  | 95.8 (3.77)   | 41.8 (1.65)   | 49.4 (1.94)   | 19.0 (0.75)   | 830.0 (32.68) |
| 평균 강수일수 (≥ 0.1 mm)                      | 3.6           | 3.1           | 4.3           | 5.4           | 7.4           | 8.5           | 12.4          | 10.9          | 6.9           | 4.6           | 5.5           | 3.3           | 75.9          |
| 평균 강설일수                                 | 4.4           | 3.5           | 3.4           | 0.3           | 0.1           | 0.0           | 0.0           | 0.0           | 0.0           | 0.0           | 1.3           | 3.4           | 16.4          |
| 평균 상대 습도 (%)                            | 63.6          | 61.2          | 61.4          | 61.2          | 69.4          | 78.7          | 84.0          | 84.7          | 79.9          | 71.3          | 67.0          | 63.7          | 70.5          |
| 출처: 대한민국 기상청 (평년값: 1991년~2020년) |               |               |               |               |               |               |               |               |               |               |               |               |               |

## 같이 보기
- 함흥대극장
- 함흥본궁
- 함흥차사
- 함흥랭면
- 성천강
- 신흥관
- 신흥산호텔
- 흥남항 (함경남도)

## 참고 문헌
- Dormels, Rainer. North Korea's Cities: Industrial facilities, internal structures and typification. Jimoondang, 2014. ISBN 978-89-6297-167-5

## 같이 보기
- 함흥시 (대한민국)